# Nissens Trævarefabrik
Nissens Trævarefabrik, ofte blot kaldet "Nissen Langaa", var en dansk trævarefabrik i Langå.

## Tidlige historie
Virksomheden blev grundlagt som en bødkervirksomhed i Ullerslev på Fyn i 1890. Grundlæggeren var bødkermester Fritz Adolf Richard Bentley Nissen. På savværket fremstillede man stave og bunde til smørdritler og kødtønder, og i 1919 flyttede savværket til Langå for at få direkte adgang til tømmeret fra de store skove. Savværket voksede og gik i 1928 i arv til sønnen Hans Nissen. På det tidspunkt beskæftigede virksomheden ca. 30 mand. Hans Nissen indledte i 1930'erne en produktion af staver og bunde til almindelige tønder. 

## Danish Design
Efter realeksamen i 1943 begyndte tredje generation, Richard Nissen, på fabrikken. Richard Nissen blev driftsleder i 1952, og han ændrede i 1950'erne afgørende trævarefabrikkens profil i retning af at være en producent af designgenstande. I 1955 påbegyndte Nissen produktionen af brugskunst i samarbejde med billedhuggeren Jens H. Quistgaard, og i 1957 købte han fabrikken af sin far. Richard Nissen har udtalt om samarbejdet: "I 1955 kom DANSK Design fra New York til Langå for at se vores modeller. Jeg havde ændret lidt på en af Quistgaards bakker, – givet den svungne håndtag med ståldyvler indeni. Da folkene fra DANSK Design så den og hørte prisen, råbte de til mig, Richard – we are in business". Nissens Trævarefabrik kom til at spille en store rolle i Danish Design-bølgen, og i en årrække beskæftigede Richard Nissen ca. 220 mennesker; mest lokale folk fra Langå og omegn. I 1970 opstod der imidlertid intern splid i DANSK Design, og Richard Nissen afbrød året efter samarbejdet og fortsatte på egen hånd.
Nissens Trævarefabrik var en af verdens største brugskunstproducenter i slutningen af 1970'erne, men 1980'erne var en hård tid for fabrikken, som i 1990 blev solgt til Bodum-koncernen.